# Sister Rosetta Tharpe
Rosetta Tharpe (Cotton Plant, 21 marzo 1915 – Filadelfia, 9 ottobre 1973) è stata una cantante e chitarrista statunitense, pioniera della musica gospel.
Fu anche compositrice ed ebbe una grande popolarità negli anni trenta e quaranta grazie alla particolare fusione di spiritual e blues presente nei suoi lavori musicali. È considerata la prima grande star del gospel fin dal 1930 ed è famosa come la "original soul sister" della musica su vinile. Ritenuta la progenitrice del rock and roll, ha influenzato molti musicisti fra cui Chuck Berry,  Elvis Presley, Jerry Lee Lewis, Johnny Cash e Little Richard.
È conosciuta anche con il nomignolo di "Madrina del Rock'n'Roll".

## Biografia
Nacque col nome di Rosetta Nubin a Cotton Plant, nell'Arkansas; i genitori, Katie Bell Nubin e Willis Atkins, erano raccoglitori di cotone. Suo padre, la cui biografia rimane oscura, era un cantante. Nel 1921, sua madre si separò dal marito per diventare un'evangelista itinerante per la Church of God in Christ (COGIC).
Tharpe iniziò a esibirsi all'età di quattro anni, presentata come "Little Rosetta Nubin, canto e chitarra miracolati", accompagnando la madre che suonava il mandolino e predicava in tutto il sud degli Stati Uniti. La sua famiglia si trasferì a Chicago alla fine del 1920, eseguendo musica gospel in concerti pubblici, suonando anche, in privato, musica jazz e blues.
Nel 1934, sposò il predicatore Thomas Thorpe (da cui "Tharpe", cognome nato da un errore ortografico). Il matrimonio non fu felice, Thorpe venne descritto come "un tiranno" dalla stessa Rosetta. Nel 1938, lasciò il marito, e con la madre si trasferì a New York City. Nel corso della sua vita, sebbene si fosse risposata più volte, mantenne sempre il cognome Tharpe.

## Album in studio
Il 31 ottobre 1938, all'età di 23 anni, Tharpe registrò per la prima volta – per la Decca Records – sostenuta dalla "Lucky" Jazz Orchestra di Lucky Millinder con il quale aveva firmato un contratto di sette anni. Le sue registrazioni causarono scandalo fra i molti fedeli che restarono scioccati dalla miscela di musica sacra e profana, ma il pubblico laico rimase estasiato.
La presenza all'evento di John Hammond From Spirituals to Swing in quello stesso anno e presso il Cotton Club e il Café Society insieme ad altri grandi nomi come Cab Calloway e Benny Goodman la resero ancora più popolare.
Canzoni come This Train e Rock Me, che coniugavano i temi evangelici con un sound innovativo per i tempi, sono diventati successi tra il pubblico con pochi precedenti nella storia della musica gospel.
Il brano è entrato nella Grammy Hall of Fame Award 2016.
Tharpe continuò a registrare durante la Seconda guerra mondiale. La sua canzone Strange Things Happening Every Day, registrata nel 1944 con Sammy Price, pianista di boogie woogie di casa alla Decca, mostra il suo virtuosismo come chitarrista e l'originalità dei suoi testi. Fu la prima canzone gospel a entrare nella top ten della Hit Parade di Billboard. La Tharpe ottenne più volte questo risultato durante la sua carriera. Fu in tour per tutto il 1940, sostenuta da vari quartetti gospel.
Dopo il periodo Decca, registrò in coppia con Marie Knight, e la loro più grande hit fu Up Above My Head.
Negli anni sessanta, con la riscoperta del blues, girò l'Europa, accanto a star del calibro di Muddy Waters.

## Morte
Colpita da un ictus nei primi settanta, dovette ridurre il numero di esibizioni in pubblico. Le fu amputata una gamba, causa complicazioni col diabete.
Morì nel 1973, alla vigilia di una sessione di registrazione da tempo programmata.
Fu sepolta nel cimitero di Northwood a Philadelphia, in Pennsylvania.

## Discografia

### Album in studio
- 1951 – Blessed Assurance
- 1956 – Gospel Train
- 1957 – Famous Negro Spirituals and Gospel Songs
- 1960 – Sister Rosetta Tharpe

### Album dal vivo
- 1960 – Live in 1960
- 1962 – Sister on Tour
- 1966 – Live at the Hot Club de France

### Singoli
- 1945 – Strange Things Happening Every Day
- 1948 – Precious Memories
- 1948 – Up Above My Head, I Hear Music in the Air
- 1949 – Silent Night (Christmas Hymn)